# Râul Biserica
Râul Biserica este un afluent al râului Neagra Șarului. 